# Yekaterina Smirnova
Ne doit pas être confondu avec Yekaterina Smirnova (heptathlon).
Yekaterina Smirnova née Voronenkova le 8 septembre 1988, est une athlète russe, spécialiste du sprint.
Appartenant au club ASC Moscou, elle porte son meilleur temps sur 100 m à Sankt Pölten en 11 s 24 en 2015. Sur 400 m, son meilleur temps est de 52 s 42 en 2011. Elle termine deuxième du 200 m et du relais 4 x 400 m à l'Universiade de 2009. Elle termine deuxième du relais 4 x 100 m lors des Championnats d'Europe d'athlétisme par équipes en 2012 et représente la Russie sur 100 m en 2014 dans cette compétition.